# 京口油問屋
京口油問屋（きょうぐちあぶらどいや）は、江戸時代に大坂にあった京・伏見方面への移送販売を専門とする油問屋のことである。
京方面への燈油の供給・販売は中世期には離宮八幡宮を本所とする大山崎油座が担っていたが、豊臣政権による油座の解体と大坂での油市場の形成によって、山崎に代わって大坂がその役目を担うようになった。元和2年（1616年）に加島屋三郎右衛門が京への販売を専業とするようになり、京口油問屋が成立した。京口油問屋は油代銀100目あたり、1匁6分の口銭（手数料）を取った。後に株仲間が結成されて、明和7年（1770年）には3軒（＝3株）の業者で構成されていたが、後に2軒に減少した。天保3年（1832年）に江戸方面への移送販売を専門とする江戸口油問屋など大坂の各油問屋と統合されて単一の油問屋となった。